# James C. Scott
Pour les articles homonymes, voir James Scott et Scott.
James C. Scott, né le 2 décembre 1936 à Mount Holly (New Jersey) et mort le 19 juillet 2024 à Durham (Connecticut), est un professeur américain de science politique et d'anthropologie à l'université Yale, spécialiste de l'Asie du Sud-Est. Politiste anarchiste,, James C. Scott est un critique et continuateur de Pierre Clastres, Michel Foucault, Pierre Bourdieu, Steven Lukes, etc. Il a été une figure du mouvement Pérestroïka en science politique.

## Biographie
Il fait ses études primaires et secondaires à la Moorestown Friends School, une école quaker, puis commence ses études supérieures au Williams College, à Williamstown (Massachusetts), où il obtient une licence (bachelor's degree) en 1958. Il écrit à cette époque un mémoire sur le développement économique de la Birmanie. Il soutient une thèse de doctorat en sciences politiques à l'université Yale en 1967, sous la direction de Robert E. Lane ; elle porte sur l'idéologie politique en Malaisie et repose principalement sur des entretiens avec des fonctionnaires malaisiens lors de séjours sur place entre 1964 et 1966. Il a été démontré qu'il a été recruté par la CIA au cours de ses études pour surveiller les étudiants de gauche en Indonésie, puis à Paris au sein de la National Student Association. Toutefois, certains affirment que James C. Scott aurait refusé d'écrire des rapports pour la CIA, mais que ses dépêches avaient tout de même été transmises à l'agence à son insu.
De 1967 à 1976, il enseigne à l'université du Wisconsin à Madison, avant de rejoindre l'université Yale. Avec son épouse, il achète une petite ferme à Durham (Connecticut), puis une plus grande au cours des années 1980, où ils élèvent des moutons pour leur laine. C'était aussi pour lui une manière de mieux comprendre les fermiers qu'il étudiait.
Les travaux de James C. Scott portent principalement sur la résistance des personnes en situation de subalternité : il a longuement documenté la vie des paysans en Malaisie et a développé le concept de résistance infrapolitique. Il propose dans ses ouvrages une relecture critique du concept d'hégémonie et une distinction entre le « discours officiel » et le « discours caché » des paysans, qui peut être très critique dans la sphère privée. Cette distinction a des répercussions sur les théories du pouvoir.

## Principales contributions
Dans Weapons of the weak: Everyday forms of Peasant Resistance (1985), James C. Scott présente les résultats de son ethnographie menée dans un village de Malaisie. Ce village est spécialisé dans la culture du riz et ne compte pas plus de 70 foyers. Scott y passe deux ans environ et étudie les relations de pouvoir et les formes que prend la « lutte des classes » entre « riches » et « pauvres ». Il y observe l'introduction des doubles récoltes et l'arrivée de leur mécanisation.
Dans Domination and the arts of resistance: Hidden Transcripts (1990), James C. Scott introduit les concepts de résistance infrapolitique, de « hidden transcript » (« transcription cachée », « version cachée des faits », « ensemble des discours et pratiques qui prennent place « en coulisse », en deçà de l’observation directe des dominants ») et de « public transcript » (« texte public », « ensemble des interactions ouvertes entre subalternes et dominés »). Par résistance infrapolitique, Scott recouvre l'ensemble des pratiques qui ne sont pas partagées ouvertement sur la scène publique, car elles seraient symboliquement ou légalement réprimées, mais qui s'y insinuent discrètement sans pouvoir être totalement identifiées. Par exemple, un vol dissimulé, la circulation de ragots, des anecdotes, de petits actes qui réduisent l'effort au travail, le contournement des taxes, etc., permettent à des populations dominées d'accroître leurs chances de survie. Ces actions sont souvent effectuées sous couvert d'anonymat ou évoquées en comité réduit. Ainsi, les populations qui ont recours à ce genre de pratiques présentent souvent, dans la sphère privée un discours très critique des personnes au pouvoir. En revanche, ces mêmes personnes simulent souvent en public une fausse complicité avec les normes dominantes. C'est la distinction que Scott fait entre hidden transcript et public transcript.
Ces idées ont des implications sur la manière dont l'hégémonie est pensée : dans la tradition de Gramsci, l'hégémonie sous-entend qu'une population dominée a intégré les normes dominantes. James C. Scott explique que cette erreur vient notamment d'un biais de méthode : en effet, si on ne regarde que le discours public des classes dominées, on risque de passer à côté de leurs réelles convictions. Selon Scott, ce discours de fausse complicité en public, dans ce type de société, s'explique par le simple besoin de survivre : le riche que l'on critique en privé, qui exploite les pauvres est aussi celui qui donne du travail.

## Publications

### Ouvrages
- (en) Political Ideology in Malaysia: Reality and the Beliefs of an Elite, New Haven, Yale University Press, 1968
- (en) The Moral Economy of the Peasant: Subsistance and Rebellion in Southeast Asia, New Haven, Yale University Press, 1976
- (en) Weapons of the Weak: Everyday Forms of Peasant Resistance, New Haven, Yale University Press, 1985
- (en) Seeing Like a State: How Certain Schemes to Improve the Human Condition have Failed, New Haven, Yale University Press, 1997
- La Domination et les arts de la résistance. Fragments d’un discours subalterne, éditions Amsterdam, 2009 (ISBN 978-2915547610) (éd. originale en anglais : (en) Domination and the Arts of Resistance: Hidden Transcripts, New Haven, Yale University Press, 1990)[12]
- Petit éloge de l'anarchisme, Princeton University Press, 2012 (présentation en ligne), Lux Éditeur, 2013  (ISBN 978-2-89596-172-7) (éd. originale en anglais : (en) Two Cheers for Anarchism: Six Easy Pieces on Autonomy, Dignity, and Meaningful Work and Play, Princeton University Press, 2012)
- Zomia ou l'Art de ne pas être gouverné, Seuil, 2013 (ISBN 9782021049923)[13] (éd. originale en anglais : (en) The Art of Not Being Governed: An Anarchist History of Upland Southeast Asia, New Haven, Yale University Press, 2009)
- Homo domesticus. Une histoire profonde des premiers États (trad. de l'anglais américain par Marc Saint-Exupéry, préf. Jean-Paul Demoule), La Découverte, 2019, 302 p. (ISBN 9782707199232)[14],[2],[15] (éd. originale en anglais : Against the Grain: A Deep History of the Earliest States, Yale University Press, 2017)
- L'Œil de l'État. Moderniser, uniformiser, détruire, La Découverte, 2021[16]
- (en) In Praise Of Floods. The Untamed River and the Life It Brings, New Haven, Yale University Press, 2025

### Presse

#### Articles
- « Infra-politique des groupes subalternes », Vacarme, no 36,‎ mars 2006, p. 25-29 (lire en ligne)
- « La standardisation du monde : l’ennemi juré de l’anarchiste ! », sur partage-le.com, 18 janvier 2015

#### Entretiens
- Gilles Chantraine et Olivier Ruchet, « Dans le dos du pouvoir : entretien avec James C. Scott », Vacarme, no 42, Hiver,‎ 2008, p. 4-12 (lire en ligne)
- Nils Gilman et Nicolas Guilhot, « La domination, du point de vue de ceux qui la déjouent : entretien avec James C. Scott », Critique, no 810,‎ novembre 2014, p. 905-920 (lire en ligne )
- Benjamin Ferron et Claire Oger, « L’art de la résistance : entretien avec James C. Scott », The Conversation,‎ 28 juin 2018 (lire en ligne)
- Jean-Christophe Cavallin, « James C. Scott : "Le monde des chasseurs-cueilleurs était un monde enchanté" : (Le grand entretien) », Diacritik,‎ 6 juin 2019 (lire en ligne)
- Thibaud Sardier, « On ne se débarrassera pas de l’Etat. Notre seul espoir, c’est de le domestiquer : entretien avec James C. Scott », Libération, no 11835, samedi 22 et dimanche 23 juin,‎ 2019, p. 22-23 (lire en ligne)